# River Forest (Indiana)
River Forest – miasto w Stanach Zjednoczonych, w stanie Indiana, w hrabstwie Madison. Jedna z dwóch najmniejszych (zaledwie 25 osób w 2023 r.) miejscowości całego stanu Indiana.